# Гейнц Стей
Гейнц Стей (нід. Heinz Stuy, нар. 6 лютого 1945, Ванне-Айкель) — нідерландський футболіст, що грав на позиції воротаря.
Насамперед відомий виступами за амстердамський «Аякс» у період його найбільшого розквиту у другій половині 1960-х і першій половині 1970-х, коли команда зокрема тричі поспіль вигравала Кубок чемпіонів УЄФА

## Ігрова кар'єра
У дорослому футболі дебютував 1963 року виступами за команду клубу «Телстар», в якій провів чотири сезони, взявши участь у 115 матчах чемпіонату. 
Своєю грою за цю команду привернув увагу представників тренерського штабу клубу «Аякс», до складу якого приєднався 1967 року. Протягом перших трьох сезонів був резервним голкіпером своєї нової команди. Основним воротарем «Аякса» став із сезону 1970/71 і утримував цей статус протягом наступних чотирьох сезонів. Саме на цей період припали найбільші успіхи амстердамців на європейській арені — вони тричі поспіль (у розіграшах 1970/71, 1971/72, 1972/73) ставала володарями Кубка європейських чемпіонів. Стей не лише захищав ворота команди в усіх трьох виграних фіналах найпрестижнішого єврокубка поспіль, але й зберіг у них свої ворота недоторканими. Це досягненням за декілька років удалося повторити Зеппу Маєру, воротарю мюнхенської «Баварії».
Загалом в «Аяксі», крім Кубка чемпіонів, здобув чотири титули чемпіона Нідерландів, три національних Кубка, вигравав Міжконтинентальний кубок і Суперкубок УЄФА. Таким чином, разом з іншим «баварцем» 1970-х, півзахисником Берндом Дюрнбергером, є найуспішнішим футболістом за кількістю клубних трофеїв серед гравців, що жодного разу не виходили на поле у складі своїх національних збірних.
Завершив професійну ігрову кар'єру у клубі «Амстердам», за команду якого виступав протягом 1976—1978 років.

## Титули і досягнення
- Чемпіон Нідерландів (4):

«Аякс»: 1967-1968, 1969-1970, 1971-1972, 1972-1973
- Володар Кубка Нідерландів (3):

«Аякс»: 1969-1970, 1970-1971, 1971-1972
- Володар Кубка чемпіонів УЄФА (3):

«Аякс»: 1970-1971, 1971-1972, 1972-1973
- Володар Міжконтинентального кубка (1):

«Аякс»: 1972
- Володар Суперкубка УЄФА (1):

«Аякс»: 1973